# Апостол Агав
Апостол Агав је био један од седамдесет Христових апостола. Спомиње у Делима апостолским (Дап 11,28; 21,10). 
Био је родом из Јудеје. Верује се да је имао дар прорицања. Пострадао је у Јерусалиму. Био је каменован од стране Јевреја који нису прихватали хришћанство.
Православна црква га прославља 8. априла по јулијанском календару.